# Aleksandr Degtjarëv
Aleksandr Viktorovič Degtjarëv (in russo Александр Викторович Дегтярёв?, traslitterazione anglosassone: Aleksandr Viktorovich Degtyaryov; 7 settembre 1983) è un ex calciatore russo, di ruolo centrocampista.

## Carriera

### Club
Durante la sua carriera ha giocato con Elista, Alanija Vladikavkaz, Sibir' Novosibirsk, Volgar' Astrachan', Sokol Saratov e Mordovija.
Il 19 agosto 2010 segna la rete decisiva nella vittoria casalinga per 1-0 del Sibir' sul PSV in Europa League.